# 杜江 (主教)
杜江（英語：Matthias Du Jiang；1963年11月20日—；聖名：瑪第亞）是天主教中國籍主教。現任內蒙古林東宗座監牧區宗座監牧（聖座）及巴彥淖爾盟教區主教（中國建制）。

## 生平
杜江出生於1963年11月20日，在中國內蒙古察右後旗紅格爾圖村的信徒家庭。1985年，他22歲時進入天主教內蒙古神哲學院學習，且於1989年7月16日杜江在25歲時晉鐸。1997年，出任內蒙古西部三盛公堂區主任司鐸，且三年後獲任命為巴彥淖爾盟教區副主教。
2004年5月3日，內蒙古西部巴彥淖爾盟教區主教郭正基去世。同月7日在郭主教葬禮彌撒當日，杜江接受內蒙古集寧教區主教劉世功主禮，寧夏教區主教劉靜山和陝西延安教區主教童輝襄禮秘密晉牧，且獲時任教宗若望保祿二世認可為內蒙古東部林東宗座監牧區宗座監牧。儘管，政府承認巴彥淖爾盟教區的主教選舉，但尚未承認杜江的主教身份。為此，杜主教從未公開以主教身份發表講話及牧職，而他亦未獲准配戴主教標誌、主教帽、主教胸前的十字架和權杖。
2010年4月8日杜江主教在三盛公天主教堂公開就職，舉行杜江主教親自主禮、昆明總教區非法主教馬英林襄禮及24位司鐸共祭，27位修女及約300名來賓參禮。彌撒後後，民事和公安撤銷原來在市內設置的警戒線及監網，象徵獲得政府正式承認他的主教身份。

## 牧徽

杜江主教牧徽

杜江主教牧徽的主題為「忠貞信仰，翕合主旨，善盡牧職，光大聖教。」在牧徽中白鴿象徵聖神，正三角形和眼睛象徵天主聖三對萬物的鑑臨與全知的洞察。白色表示天主是真光，藍色表示天地寰宇。金黃色十字架放射着普世性救贖的光輝；基督耶穌就是世界之光，引導人做光做鹽。船象徵巴彥淖爾盟教區，在真理的光輝中前進。船和水用了綠色表示教區在和平中發展的理想。